# Chaspinhac
Chaspinhac ist eine französische Gemeinde mit 881 Einwohnern (Stand: 1. Januar 2022) im Département Haute-Loire in der Region Auvergne-Rhône-Alpes; sie gehört zum Arrondissement Le Puy-en-Velay und zum Kanton Le Puy-en-Velay-2.

## Geographie
Chaspinhac liegt etwa sechs Kilometer nordöstlich von Le Puy-en-Velay am Fluss Sumène, die im Ortsteil Peyredeyre in die Loire mündet, im Herzen des Velay.
Im Gemeindegebiet erhebt sich der 914 Meter hohe Mont Serre.

### Nachbargemeinden
Umgeben wird Chaspinhac von den Nachbargemeinden Lavoûte-sur-Loire im Nordwesten und Norden, Malrevers im Osten, Blavozy im Südosten, Saint-Germain-Laprade im Süden, Le Monteil im Südwesten sowie Polignac im Südwesten und Westen.

## Geschichte
1866 wurde die bis dahin eigenständige Gemeinde Saint-Quentin eingegliedert. Zwischenzeitlich führte die Gemeinde den Namen Saint-Quentin-Chaspinhac.

## Bevölkerungsentwicklung
| Jahr                       | 1962 | 1968 | 1975 | 1982 | 1990 | 1999 | 2008 | 2020 |
| Einwohner                  | 279  | 229  | 258  | 386  | 484  | 540  | 709  | 868  |
| Quellen: Cassini und INSEE |      |      |      |      |      |      |      |      |

## Sehenswürdigkeiten
- Kirche Saint-Julien-de-Brioude